# Коллонтай, Михаил Георгиевич
Михаи́л Гео́ргиевич Коллонта́й (род. 21 августа 1952 года, Москва) — русский композитор и пианист. Известен также под фамилией матери — Ермола́ев.

## Биография
Отец Михаила Коллонтая — Георгий Фёдорович Коллонтай (1897—1954), художник, был репрессирован в 1938 году (освобожден в 1946 году, реабилитирован посмертно); мать — Екатерина Ильинична Ермолаева (1922—2001), переводчик (английский, новогреческий языки). Жена — музыковед И. Е. Лозовая (1950—2017). Единокровная сестра — Нина Георгиевна Горецкая (в девичестве Колонтаева; 1927—2018).
В 1971 году Коллонтай окончил фортепианное и теоретико-композиторское отделения музыкального училища при Московской консерватории, в 1977 году фортепианный (класс профессора В. В. Горностаевой, также в ассистентуре-стажировке) и в 1978 году теоретико-композиторский (класс композиции профессора А. С. Лемана) факультеты Московской консерватории. С 1979 года член Союза композиторов СССР (РФ). В 1979—2003 преподавал в Московской консерватории (с перерывами; сначала в качестве ассистента В. В. Горностаевой, с 1982 года самостоятельно), в 1989—1991 — в ГМПИ им. Гнесиных (специальное фортепиано). С 1991 года исполнял различные послушания в Московских храмах (алтарника, певчего, сторожа). В 2003—2024 — профессор Тайнаньского национального университета искусств (Тайвань; специальное фортепиано).
Среди учеников Михаила Коллонтая — Н. В. Мухина, М. А. Соболева, А. В. Сиденко, О. А. Тутова, Линь Юин (林昱瑩, Lin Yu-Ying), Гао Пэйсинь (高培馨, Kao Pei-Hsin), Шэнь Юлинь (沈妤霖, Shen Yu-Lin), Хуан Куаньчэ (黃冠哲, Huang Kuan-Che), Цзянь Джей (鄭杰, Chien Jay), Ван Исин (一幸 王, Wang Yi-Hsing), Чен Паншуань (陳邦玄, Chen Bang-Shiuan).

## Композиторское творчество
Творческий стиль М. Коллонтая формировался под влиянием русской церковной музыки (с детства пел на церковном клиросе), традиции литургического чтения, древнерусской певческой культуры и фольклора (работал в Кабинете народной музыки Московской консерватории, ездил в фольклорные экспедиции), способствовавших постепенному раскрепощению интонации, ритмического, ладового и композиционного мышления, становлению индивидуального языка. Сочинения М. Коллонтая исполняли Ю. Башмет, А. Борейко, Н. Бурнашева, А. Голышев, Государственный квартет имени Д. Шостаковича, К. Диллингхэм (США), Е. Денисова (Австрия), И. Зайденшнир, Ф. Кадена (Эквадор), А. Корниенко (Австрия), Й. Кристенсен (Дания), Е. Кушнерова (Германия), А. Науменко (Великобритания), Н. Приварская, Е. Растворова, М. Светлов (США), Э. Серов, Б. Тевлин, О. Тутова, В. Федосеев, А. Фисейский, С. Черепанов (Германия), И. Чуковская, В. Шпиллер (Тайвань), А. Яковлев (Аргентина), О. Янович (США) и другие. Мариинский театр осуществил премьерное концертное исполнение оперы М. Коллонтая «Капитанская дочь».

### Избранные сочинения
- op. 73 Третий концерт для фортепиано с оркестром (2024)
- op. 71 Седьмая симфония (2021-2023)
- op. 67 Шестая симфония (2019-2021)
- op. 64 Пятая симфония (2017-2018)
- op. 63 «Moments musicaux» для фортепиано (2015-2018)
- op. 61 Концерт для скрипки с оркестром «Синий луч» (2011—2012)
- op. 60 Симфония № 4 (2010—2011)
- op. 59 «К новому мартирологу», пять композиций для органа (2009—2010)
- op. 58 «Иван» для баса и шести труб (2009)
- op. 56 «Листки, вырванные из книги исповеданий» для духового квинтета (2007—)
- op. 55 «Этюды» для фортепиано (2006—2007)
- op. 54 «День Господень» для большого симфонического оркестра (2005—2006)
- op. 53 «Избранные ексапостиларии и светильны» для одного голоса (2004—)
- op. 52 «Восемь песней» для виолончели (2003—2004)
- op. 51 «Идиллия» для кельтской арфы (2004)
- op. 50, No. 1 «Дом Господень», оратория для мужского хора, струнного оркестра с органом ad libitum, скрипки и чтеца на тексты из Библии (Книга пророка Исаии) (2004)
- op. 50bis «Пророчество» для контрабаса в сопровождении шести контрабасов (2004)
- op. 48a «Agnus Dei» для скрипки и большого симфонического оркестра (2000—2001)
- op. 47 «Две молитвы» для сопрано и фортепиано:

№ 1, слова по Минее на 22 февраля,
№ 2 по Книге Иова, 42 [перевод Моисея Рижского и синодальный] (2000)
- op. 46 «Пир» для меццо-сопрано, баса, балета или пантомимы и 15 исполнителей на слова Менандра из комедии «Брюзга» (2000)
- op. 45 Второй концерт для фортепиано с оркестром (2008—2009)
- op. 44 «Капитанская дочь», сцены русской жизни по мотивам повести А. С. Пушкина [опера] (1995—1998)
- op. 42 Редакция и инструментовка оперы «Каменный гость» Даргомыжского (постановка в 1996, Клагенфурт, Австрия)
- op. 41 «Да минует нас чаша сия», русский военный реквием для смешанного хора, симфонического оркестра с органом, виолончели, сопрано и баса соло на слова из православных церковных служб (1994—1995; 2019)
- op. 39 Каденции к Концерту В. А. Моцарта Ре мажор для фортепиано с оркестром KV 537 (1994)
- op. 38 Каденция к первой части Концерта В. А. Моцарта Ля мажор для фортепиано с оркестром KV 448 (1993—1994)
- op. 37 Каденция к первой части Концерта для скрипки с оркестром Л. ван Бетховена op. 61 (1993)
- op. 36 «Детские песни», переложение из «16 песен для детей (старшего возраста)» П. И. Чайковского на слова А. Плещеева и К. Аксакова (op. 54, № 3-5, 7-10, 13, 14, 16) для детского хора, сопрано или тенора соло в сопровождении струнного оркестра с валторной и дополнительного детского хора (1989)
- op. 35 «Чувства злодея в Рождественский сочельник» для виолончели и фортепиано (1994)
- op. 34a «Десять каприсов на разрушение храма» для скрипки (1994)
- op. 34b «Плач на падение святых» для английского рожка и струнного квинтета (1994)
- op. 33 «Ода предателя» для флейты и органа (1993)
- op. 32 «Десять слов Мусоргского на смерть Виктора Гартмана» для фортепианного трио (1993)
- op. 32bis «Девора» для сопрано и фортепианного трио на текст Библии (Книга Судей, 4—5) (1998)
- op. 31 «Труба смерти» для органа (1993)
- op. 30 «Партита-Завещание» для скрипки (1993)
- op. 29 «Счастливые граждане Царства Небесного…», девять прелюдий для фортепиано (1992)
- op. 28 «Шесть библейских сонат» для скрипки и органа (1992)
- op. 27 «Действо о десяти прокаженных» для смешанного хора, детского хора, 10 солистов и гобоя (1991)
- op. 25a «Катехизис», Третья А симфония для большого симфонического оркестра (1987—1990)
- op. 25b-I «Дело жизни», Третья Б симфония для большого симфонического оркестра, книга первая «Endysis» (2012—2014)
- op. 25b-II «Дело жизни», Третья Б симфония для большого симфонического оркестра, книга вторая «Kerygma. Ад» (2014—2015)
- op. 25b-III «Дело жизни», Третья Б симфония для большого симфонического оркестра, книга третья «Диавасис» (2015—2017)
- op. 24 «Диптих» для детского хора и фортепиано на слова Е. Баратынского (1974; 1988)
- op. 22 «Похвала Пресвятой Богородице», четырнадцать гимнов (Второй струнный квартет) (1988)
- op. 21a «Пролегомены», лёгкие пьесы для фортепиано (2014)
- op. 20 Трио-симфония для органа (1986)
- op. 20bis «С подорожной по казенной надобности» для тенора и органа на слова М. Лермонтова (1987—1988)
- op. 19b «К темному устью», концерт для голоса и камерного оркестра на слова М. Лермонтова и Н. Рубцова (1979—1986)
- op. 15 «Под сению черемух и акаций», маленькая кантата для детского хора и струнного оркестра с флейтой соло на слова К. Батюшкова (1984)
- op. 14a Соната для скрипки соло (из псалма XVII) (1978; 1980)
- op. 14c «Две песни и пляска царя Давида» для 11 исполнителей (1991)
- op. 8 Концерт для альта с оркестром (1979—1980)
- op. 4 «Четыре летние деревенские картинки» для фортепиано (1975)
- op. 3 «Восемь духовных симфоний» для трёх скрипок, трёх альтов и трех виолончелей (1974—1975)
- op. 2bis «Семь романтических баллад» для фортепиано (1999—2000)
- op. 1 «Деревенские хоры» для большого смешанного хора и шести солистов на слова русских народных песен (1971—1973)

### Дискография сочинений

#### Записи награмпластинках
- «Четыре летние деревенские картинки» для фортепиано, op. 4 // «Мелодия», 1980, «Молодые композиторы Москвы исполняют свои сочинения». С 10-15221-2. — Исп. Михаил Ермолаев (Коллонтай)
- «Из поэзии Древнего Египта». Пять романсов для сопрано и арфы, op. 18 // «Мелодия», 1982, «Вокальные сочинения молодых композиторов Москвы». С 10-17371-2. — Исп. Галина Писаренко (сопрано) и Ольга Эрдели (арфа)
- Скерцино для фортепиано, op. 11 // «Мелодия», 1982, «VII Международный конкурс имени П. И. Чайковского. Фортепиано». С 10-18099-100. — Исп. Михаил Ермолаев (Коллонтай)
- Концерт для альта с оркестром, op. 8 — «Мелодия», 1983, С 10-19429-007. — Юрий Башмет (альт); БСО, дирижёр Владимир Федосеев
- «Подорожник». Девять стихотворений Николая Рубцова для баса и фортепиано, op. 10 // «Мелодия», 1989, «Молодые композиторы РСФСР». С 10-28543-000. — Исп. Михаил Крутиков (Светлов) и Михаил Ермолаев (Коллонтай)
- «Под сению черемух и акаций», маленькая кантата, op. 15 — «Мелодия», 1987, С 50-26103 001. — Детский хор «Весна», инструментальный ансамбль Государственного камерного оркестра Литовской ССР, дирижёр Александр Пономарёв

#### Записи накомпакт-дисках
- «Десять слов Мусоргского…», op. 32 — EXTRAPLATTE EX 408-2, Austria, 1993. — Solisten im Trio: Elena Denisova, Joseph Podgoransky, Alexei Kornienko; переиздание: DEKA media DMCD014, 2014
- Каприс № 7 из "Десяти каприсов «Десять каприсов на разрушение храма» для скрипки, op. 34a) // Elena Denisova: 13 Capricen, Co-Produktion Bayerischer Rundfunk/Talking Music 1005; Germany, 1996. — Елена Денисова (скрипка)
- «Восемь духовных симфоний», op. 3 (six symphonies) — Russian Disc. RD CD 10 004, nobrUSA — Canada, 1996. — Soloists' ensemble «Northern Crown», Igor Zaydenshnir
- Концерт для альта с оркестром, op. 8 — FPRK Kuenstlerleben Foundation. Relief CR 991064, Switzerland, 1999. — Yu. Bashmet (viola), Vladimir Fedoseyev (conductor)
- «Партита-Завещание», op. 30:
  - Etcetera Record Company B. V. KTC 1236, Austria, 2000. — Elena Denisova (violin)
  - DEKA media DMCD009, 2015. — Elena Denisova (violin) (переиздание)
- «Детские песни» (переложение из «16 песен для детей» П. И. Чайковского), op. 36 — The Seasons, Серия Magic classics, 2001. — Исполнители: камерный оркестр «Времена года», дирижёр Владислав Булахов; детский хор «Звёздный», художественный руководитель и дирижёр Раиса Могилевская; Елена Вознесенская, сопрано
- «Счастливые граждане…», op. 29 — SteepleChase Productions ApS. Kontrapunkt 32339, Denmark, 2008. — Mikhail Kollontay (piano)
- «Шесть библейских сонат», op. 28 — SteepleChase Productions ApS. Kontrapunkt 32339, Denmark, 2008. — Elena Denisova (violin), Jens E. Christensen (organ)
- «Семь романтических баллад», op. 2bis:
  - Ars Production, Schumacher, ARS 38484, Germany, 2008. — Elena Kuschnerova (Klavier)
  - Classical Records, CR 123, Россия, 2009. — Ирина Чуковская (фортепиано)
  - (две баллады) // La musique russe du XIXe au XXIe siècle — Universite Laval, 2008. — Irina Chukovskaya (piano)
- «Agnus Dei», op. 48a — Classical Records, CR 149, Россия, 2012. — Елена Денисова (скрипка), Симфонический оркестр радио и телевидения, дирижёр Алексей Корниенко
- «Десять каприсов на разрушение храма», op. 34a — Classical Records, CR 149, Россия, 2012. — Елена Денисова (скрипка)
- «День Господень», op. 54 — Classical Records, CR 149, Россия, 2012. — Симфонический оркестр радио и телевидения, дирижёр Алексей Корниенко
- Концерт № 2 для фортепиано с оркестром, op. 45 — Major, 2015. — Елена Кушнерова (фортепиано), Симфонический оркестр радио и телевидения, дирижёр Михаил Коллонтай
- Концерт для скрипки с оркестром «Синий луч», op. 61 — TYXart, Germany, TXA 17093, 2017. — Елена Денисова (скрипка), Симфонический оркестр радио и телевидения, дирижёр Алексей Корниенко
- Концерт для альта с оркестром, op. 8 — TYXart, Germany, TXA 19129, 2019. — Nai-Yueh Chang (альт), Симфонический оркестр радио и телевидения, дирижёр Алексей Корниенко
- Концерт № 1 для фортепиано с оркестром, «Белый», op. 13 — TYXart, Germany, TXA 19129, 2019. — Алексей Корниенко (фортепиано), Симфонический оркестр радио и телевидения, дирижёр Михаил Коллонтай

#### Цифровой альбом
- Симфония № 3Б «Дело жизни», op. 25b. — Мелодия MEL CO 1169, 2024. — Симфонический оркестр Радио и ТВ; дирижёр: Михаил Коллонтай, солисты: Алексей Петренко (альт), Алексей Мочалов (бас).

## Исполнительство
В репертуаре М. Коллонтая «Хорошо темперированный клавир» И. С. Баха (тома 1 и 2; записи Гос. радио 1978, 1992, 1995; «Русский диск», 1991; 2002; 2018), поздние сонаты Й. Гайдна, сонаты В. А. Моцарта, сочинения Л. ван Бетховена (в том числе ор. 106, записи Гос. радио 1983, 1992), Ф. Шопена (4 баллады, этюды ор. 25, соната h-moll и др.), Ф. Листа (соната h-moll, «Рождественская ёлка» и др.), П. И. Чайковского (Концерт для фортепиано с оркестром № 1, «Времена года» и др.), сочинения М. И. Глинки (запись Всесоюзного радио, 1986; SWR, Баден-Баден, Германия, 2001), А. С. Даргомыжского (запись Всесоюзного радио, 1987), М. А. Балакирева (CD, 1995, A Saison Russe Recording), М. П. Мусоргского (запись всех фортепианных сочинений, Московская государственная консерватория, 2000; запись «Картинок с выставки» и участие в телевизионном фильме, посвящённому этому сочинению, 1992, NHK, Япония), Комитаса, Ю. М. Буцко («Дифирамб» для фортепиано с оркестром, запись фирмы «Мелодия», 1989; Соната в четырёх фрагментах, запись Всесоюзного радио, 1983), Б. А. Чайковского, А. А. Бузовкина, В. Г. Арзуманова, В. В. Рябова (CD, 2007, Lighthouse).
Исполнитель различных сольных программ в России и за рубежом.
Выступал также как концертмейстер (с Е. Е. Нестеренко, Г. А. Писаренко, А. М. Аблабердыевой, Н. И. Бурнашевой, Н. Г. Герасимовой, А. П. Мартыновым и др.) и ансамблист (с А. Беломестновым, И. Зайденшниром, А. Мельниковым, Д. Потёминым).
Дирижирует исполнением собственных сочинений.

## Музыкально-общественная деятельность
В 1989—1993 при Союзе композиторов Москвы создал и возглавил Комиссию по творческому наследию, занимавшуюся проблемой сохранения архивов московских композиторов (среди спасенных — архивы М. Раухвергера, М. Магиденко, Н. Ракова, А. Балашова). Инициатор проведения и глава оргкомитета музыкальных собраний «Наследие» (1990). Подготовил и провел 15-часовые радиопередачи «День музыки М. И. Глинки», «День музыки А. С. Даргомыжского», программы 
радиостанции «Орфей» о С. И. Танееве, Дж. Энеску, Э. Г. Гилельсе, М. А. Балакиреве, В. Б. Довгане, Н. Н. Чаргейшвили, А. С. Караманове, Ю. М. Буцко и др.
Редактор-составитель, автор вступительной статьи и комментариев к изданию: М. Глинка. Сочинения для фортепиано / Русская фортепианная музыка, 2. М.: «Музыка», 1987 (под псевдонимом Е. Носенко).

## Признание
- Диплом лучшего концертмейстера на Всесоюзном конкурсе вокалистов им. Глинки в Таллине (1979)
- Лауреат Всесоюзного конкурса пианистов (1981, Ташкент, 1-я премия)
- Лауреат премии им. Д. Д. Шостаковича (за Концерт для альта с оркестром, 1981)
- Дипломант VII международного конкурса пианистов им. П. И. Чайковского (1982, диплом и специальный приз за исполнение произведений Чайковского)

## Публицистика
- Ермолаев М. О, память сердца… // Советский балет. — 1984. — № 3.
- Ермолаев М., Рахманова М. Подвижник // Советская музыка. — 1987. — № 4. — С. 83—89.
- Ермолаев М. Батюшков. Заметки дилетанта // Юность. — 1987. — № 5. — С. 76—80.
- Рахманова М., Ермолаев М. Новая жизнь «Саламбо» // Советская музыка. — 1989. — № 9. — С. 88—91.
- Ермолаев М. «Ура?» // Советская музыка. — 1990. — № 9. — С. 2—5.
- Ермолаев (Коллонтай) М. Стараюсь читать в самом себе… // Музыкальная академия. — 1992. — № 1. — С. 16—19.
- Коллонтай М. Г. Слишком часто // Жить уповая на Бога : воспоминания и рассказы о схиигумене Рафаиле (Шишкове) и его наставления духовным чадам / ред.-сост. С. Дубинкин. — М.: Данилов мужской монастырь, 2019. — С. 113—121. — 217, [5] с. — 2000 экз. — ISBN 978-5-89101-693-4.